# USS Sturgeon (SS-187)
Pour les autres navires du même nom, voir USS Sturgeon.
L'USS Sturgeon (SS-187) est un sous-marin de classe Salmon construit pour l'United States Navy en service pendant la Seconde Guerre mondiale.
Construit au chantier naval Mare Island Naval Shipyard à Vallejo, sa quille est posée le 27 octobre 1936, il est lancé le 15 mars 1938, parrainé par Mme Alice N. Freeman et mis en service le 25 juin 1938, sous le commandement du Lieutenant commander A. D. Barnes.
Il est tristement connu pour avoir torpillé et coulé le transport de troupes japonais Toyama Maru en juin 1944, provoquant plus de 5 000 morts, faisant de ce naufrage l'un des plus grands désastres maritimes de l'Histoire. Un millier de prisonniers australiens meurent également de ses torpilles, dans le naufrage du Montevideo Maru, en juillet 1942.

## Historique
Après ses essais, il effectue une croisière en Amérique du Sud en octobre-décembre 1938, puis opère le long de la côte ouest et dans les eaux hawaïennes jusqu'en novembre 1941. Le Sturgeon se rend ensuite aux Philippines, arrivant quelques semaines avant l'attaque japonaise de Pearl Harbor, le 7 décembre 1941. À la suite du déclenchement de la guerre du Pacifique, sa première patrouille de guerre l'emmène au large de Formosa, au cours de laquelle il fait face à de nombreuses attaques de charges de profondeur des navires d'escorte ennemis. Sa deuxième patrouille l'emmène jusqu'au large de Bornéo de la fin de décembre jusqu'en février, avant de rejoindre Fremantle, en Australie. 
Lors de sa troisième patrouille, également au large de Bornéo, le Sturgeon rencontre son premier succès le 30 mars 1942, coulant le navire de transport japonais Choko Maru au large de Makassar, dans les Célèbes (Indes orientales néerlandaises).
Lors de sa quatrième patrouille au large de Luçon au début de juillet 1942, il torpille et coule le navire japonais de transport de prisonniers Montevideo Maru à environ 65 milles marins à l'ouest du cap Bojeador. Le Montevideo Maru transportait plus d'un millier de prisonniers de guerre et d'internés civils australiens, provenant de Rabaul, en Nouvelle-Guinée. 1 054 hommes (ainsi qu'environ 60 membres d'équipage japonais sur 88) meurent, laissant 18 survivants. Certains Japonais rescapés, y compris le capitaine, parviennent aux Philippines. La plupart d'entre eux (dont le capitaine) y sont tués par des guérilleros locaux. Le naufrage du Montevideo Maru est la pire catastrophe maritime de l'histoire australienne. Seul un témoignage sera rapporté près de 60 ans plus tard ; un marin japonais survivant décrit les « cris de mort » des Australiens piégés qui coulaient avec le navire tandis que d'autres chantaient Auld Lang Syne.
Après avoir coulé un pétrolier japonais le 5 juillet, le Sturgeon rejoint Fremantle qu'il atteint le 22 juillet.
Au début d'octobre, pendant sa cinquième patrouille au large des Salomon, il coule le transport d'avions Katsuragi Maru près du cap Saint-George (pointe sud de la Nouvelle-Irlande, Nouvelle-Guinée) et Buka (île au nord de Bougainville, Salomon).
Au début de 1943, après sa sixième patrouille, le submersible retourne aux États-Unis pour une révision. 

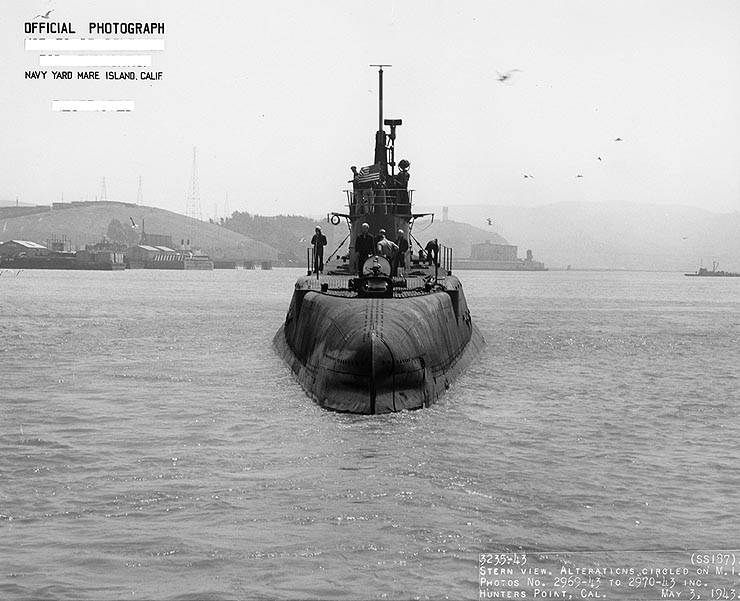
L'USS Sturgeon au Mare Island Navy Yard le 3 mai 1943.

Opérant depuis Pearl Harbor après son carénage, il effectue les septième et huitième patrouilles sans aucun succès. 
Lors de sa neuvième patrouille dans les eaux territoriales japonaises de décembre 1943 à février 1944, le Sturgeon coule deux cargos japonais et endommage dans le détroit de Bungo le destroyer japonais Suzutsuki. Lors de ses dixième et onzième patrouille, un cargo est envoyé par le fond en mai et deux autres en juin et en juillet, notamment le Toyama Maru, qui transportait plus de 6 000 hommes de la 44e brigade mixte indépendante japonaise quand il est torpillé et coulé par le Sturgeon le 29 juin 1944. Il y eut 600 survivants environ, ce qui fait du naufrage du Toyama Maru l'un des plus grands désastres maritimes de l'Histoire.
À son retour à Pearl Harbor en août 1944, le Sturgeon rejoint la côte ouest des États-Unis pour une autre révision avant d'être affecté en tant que navire-école. Basé à New London, dans le Connecticut, il passe les dix premiers mois de 1945 à remplir cette fonction. Le Sturgeon est désarmé à la mi-novembre 1945 et vendu pour démolition en juin 1948.
Le Sturgeon a reçu dix battle stars pour son service dans la Seconde Guerre mondiale.

## Commandement
- Lieutenant commander Arthur Dayton Barnes du 25 juin 1938 à la mi-1940.
- Lieutenant commander William Leslie Wright de la mi-1940 au 13 août 1942.
- Lieutenant commander Herman Albert Piaczentkowski du 13 août 1942 au 6 août 1943.
- T/ commander Charlton Lewis Murphy du 6 août 1943 à novembre 1944.
- Lieutenant commander Morton H. Lytle de novembre 1944 à décembre 1944.
- T/ Lieutenant commander William James Ruhe de décembre 1944 à octobre 1945.
- Frederick C. Wyse, Jr. d'octobre 1945 au 15 novembre 1945.